# Amphistomus tuberculatus
Amphistomus tuberculatus là một loài bọ cánh cứng trong họ Bọ hung (Scarabaeidae).